# Аліага (Туреччина)
Аліага (тур. Aliağa) — місто і район в Егейському регіоні Туреччини, в ілі Ізмір, фактично — північне передмістя Ізмірської агломерації. Великий промисловий центр і третій за величиною порт країни, а також популярний туристичний центр. В Аліазі є відділення Егейського університету (Ізмір), у місті базується баскетбольний клуб Aliağa Petkim.

## Географія
Аліага розташована на узбережжі Егейського моря, навпроти острова Лесбос. З півночі межує з містом Бергама, на півдні — з містами Фоча і Менемен.

## Історія
Здавна в цьому районі давньогрецької Еоліди процвітали торгові приморські поселення. На північ від центру Аліаги розташовані руїни стародавнього міста Мирина (Μυρίνα). Південніше сучасної Аліаги знаходився інший давньогрецький поліс — Гринейон. На схід від портових міст йшов жвавий торговий шлях до древньому місту Аігай, руїни якого збереглися в ілі Маніса.
Сучасна Аліага названа на честь Алі Ага Караосманоглу — місцевого багатого землевласника і члена впливової турецької сім'ї, в 1952 році отримала статус муніципалітету. У 1982 році Аліага виділилася зі складу сусіднього Менемена і стала самостійним містом, в 1985 році в Аліазі був запущений великий нафтохімічний комбінат компанії Petkim Petrokimya. У 1996 році в Аліазі відкрилася залізнична станція Північної лінії IZBAN, яка зв'язала місто з Ізміром (у 2006 — 2010 роках лінія не працювала внаслідок будівництва протяжного залізничного тунелю).

## Економіка

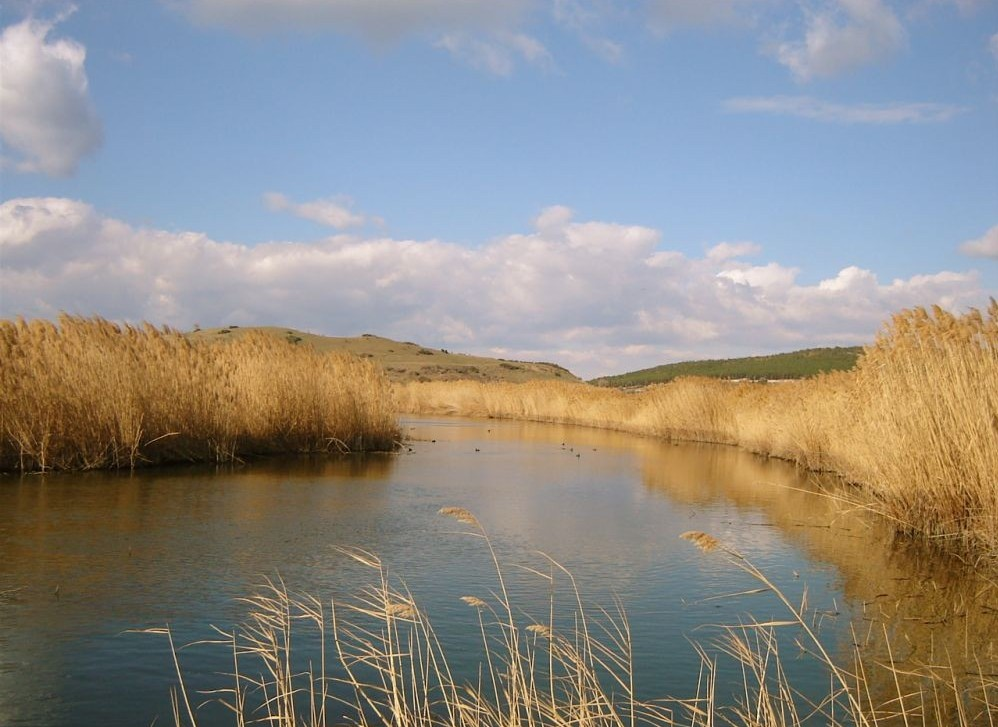
Околиці Аліаги. На задньому плані пагорб з руїнами поліса Міріна

Основою економіки міста є морський порт, нафтопереробка, утилізація кораблів і туризм. У Аліазі розташовані нафтохімічний комбінат і нафтоналивний термінал Petkim Petrokimya, газова електростанція Elektrik Üretim, газовий термінал Total, металургійні підприємства Çebitaş, Ege Çelik Endüstrisi і Habaş Group, гіпермаркет Carrefour і кілька ринків. Крім підприємств компанії Petkim в місті належать навчальні, спортивні та культурні заклади, готелі і навіть мечеть.
Аліага володіє кількома пляжами і розвиненою туристичною інфраструктурою (готелі, ресторани, кафе, клуби, дискотеки і магазини). У 2016 році відбулося відкриття пляжу-парку «Агапарк».

## Транспорт
Через Аліагу проходить жвава автострада з Ізміра в Бергаму (частина національної траси з Мугли в Едірне). Аліага підключена до системи приміських електропоїздів IZBAN (Північна лінія). Щодня 15 електричок відходять від кінцевої станції Аліага (Aliağa Garı) і прибувають на ізмірський вокзал Алсанчак (Alsancak Garı). Також Аліага і Ізмір пов'язані регулярним автобусним сполученням компанії ESHOT (Elektrik Su Havagazı Otobüs Troleybüs).
Морський порт Аліаги поступається в Туреччині тільки портам Ізміта і Мармара Эреглиси. У 2013 році порт обробив 39,5 млн тонн вантажів (переважно нафта і сипучі вантажі). У сусідній бухті, на південь від головного порту, побудований великий контейнерний термінал.